# Jacob Wilhelm Gerss

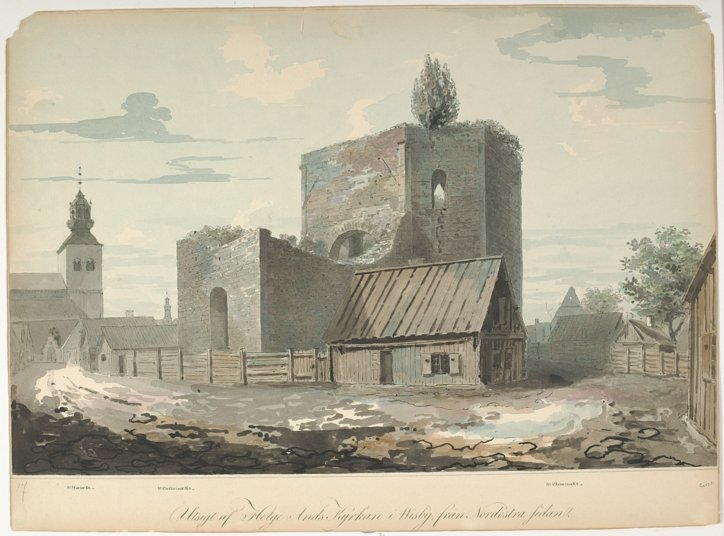
Helge Ands kyrkoruin, Visby från nordost. Akvarellerad teckning från 1807 av Gerss.

Jacob Wilhelm Gerss (vanligtvis förkortat J W Gerss), född 1784 i Stockholm, död där i september 1844, var en svensk arkitekt.

## Biografi
Gerss ingick vid flottans mekaniska stat, där han relativt ung befordrades till kapten. Dessförinnan hade han genomgått Konstakademien och särskilt studerat arkitektur under Louis Jean Desprez och Carl Fredrik Sundvall. 1813 antogs Gerss till biträde åt Konstakademiens sekreterare, Olof Tempelman, och utnämndes 1816 till ordinarie sekreterare.
Han hade redan då gjort sig känd: inte så mycket som praktisk arkitekt, men som tecknare av interiörer, särskilt av kyrkor och äldre kyrkoruiner. Han fortsatte att uppvisa sådana vid akademiens utställningar. Även som konstkritiker i akademisk anda uppträdde han med häftet Anti Hammarspikiana (1815), en motskrift mot Lorenzo Hammarskölds granskning av konstutställningen 1815. 
Med anledning av utställningen 1822 och de skarpa kritiker, för vilka en del akademister blivit utsatta inom pressen, utgav han Försök till ledning vid konstarbetens bedömande (1822), där han i synnerhet tar Gustaf Erik Hasselgren i försvar. I egenskap av sekreterare utgav han Konstakademiens utställningskataloger emallan 1818-1843. 
År 1837 befordrades Gerss till major vid flottans mekaniska stat. Han var dessutom till sin död arkitekt vid Överintendentsämbetet, men hans praktiska verksamhet i detta avseende var ganska obetydlig. Han utförde ett antal ritingar till landsortskyrkor. År 1812 blev han ledamot av Konstakademien. Han var dessutom en uppskattad konstnär, och målade främst byggnadsstudier, stadsutsiker och ruinlandskap i tusch och sepialavyr eller akvarell. 
Gerss utförde 1807 på Överintendentsämbetets uppdrag en dokumentation av Visbys ruiner, Plan Ritningar och utsigter af fornlemningarne på Gottland... författade år 1807 af J.W. Gerss. De 51 planscherna överlämnades 1837 till Vitterhetsakademien och ingår idag i handteckningssamlingen i Riksantikvarieämbetets arkiv, Antikvarisk-topografiska arkivet.

## Bilder på verk

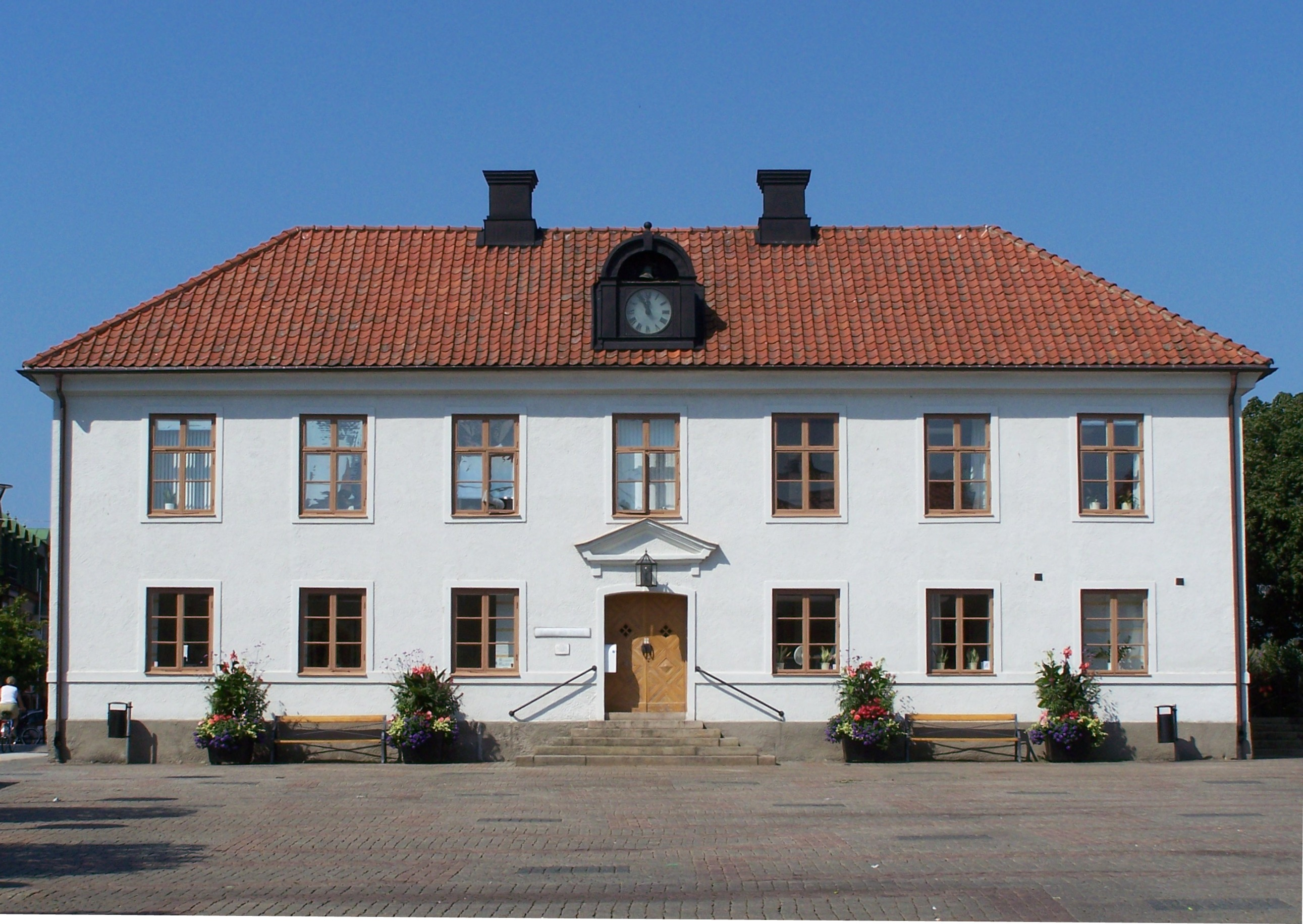
Falkenbergs rådhus
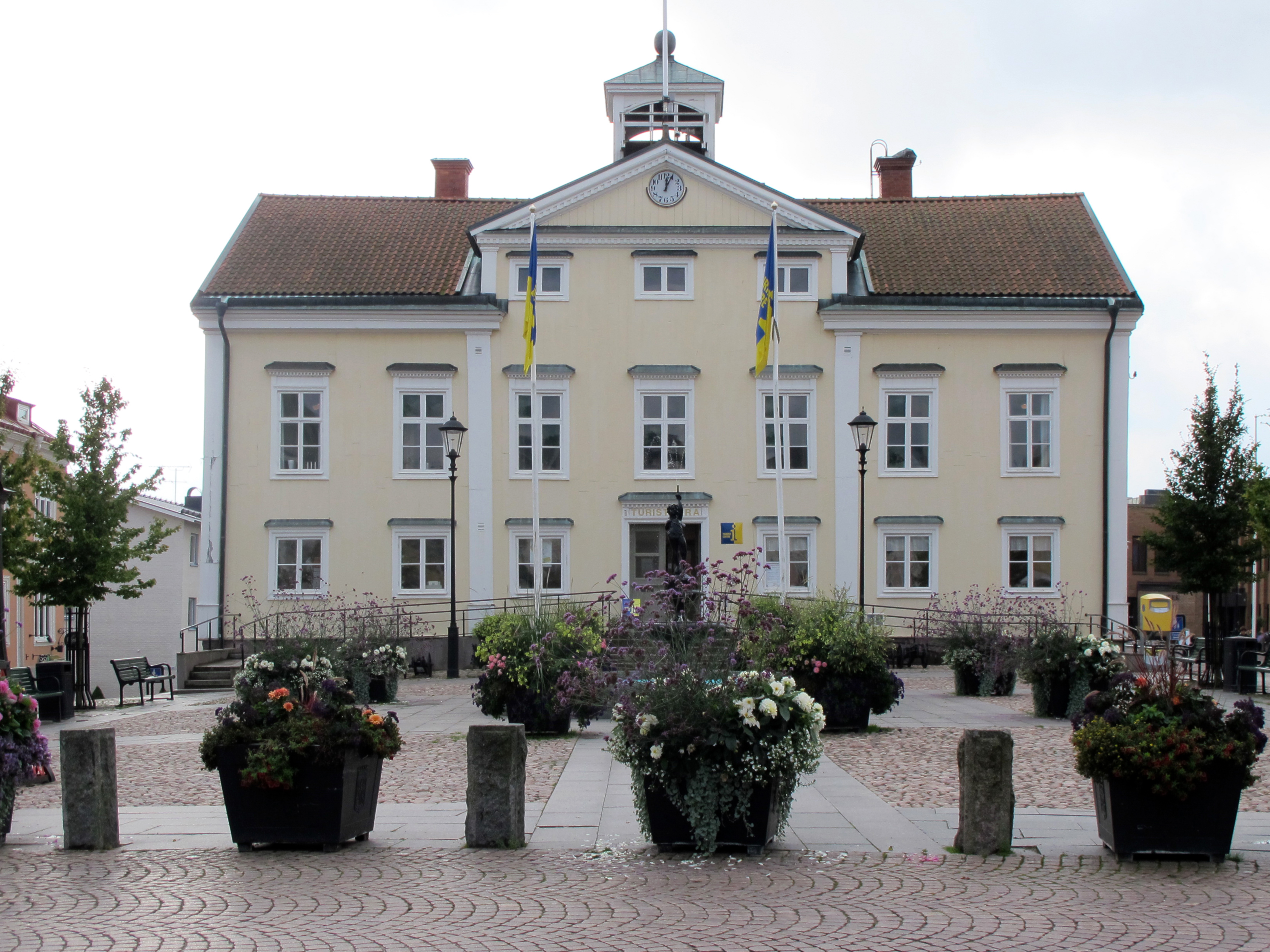
Vimmerby rådhus
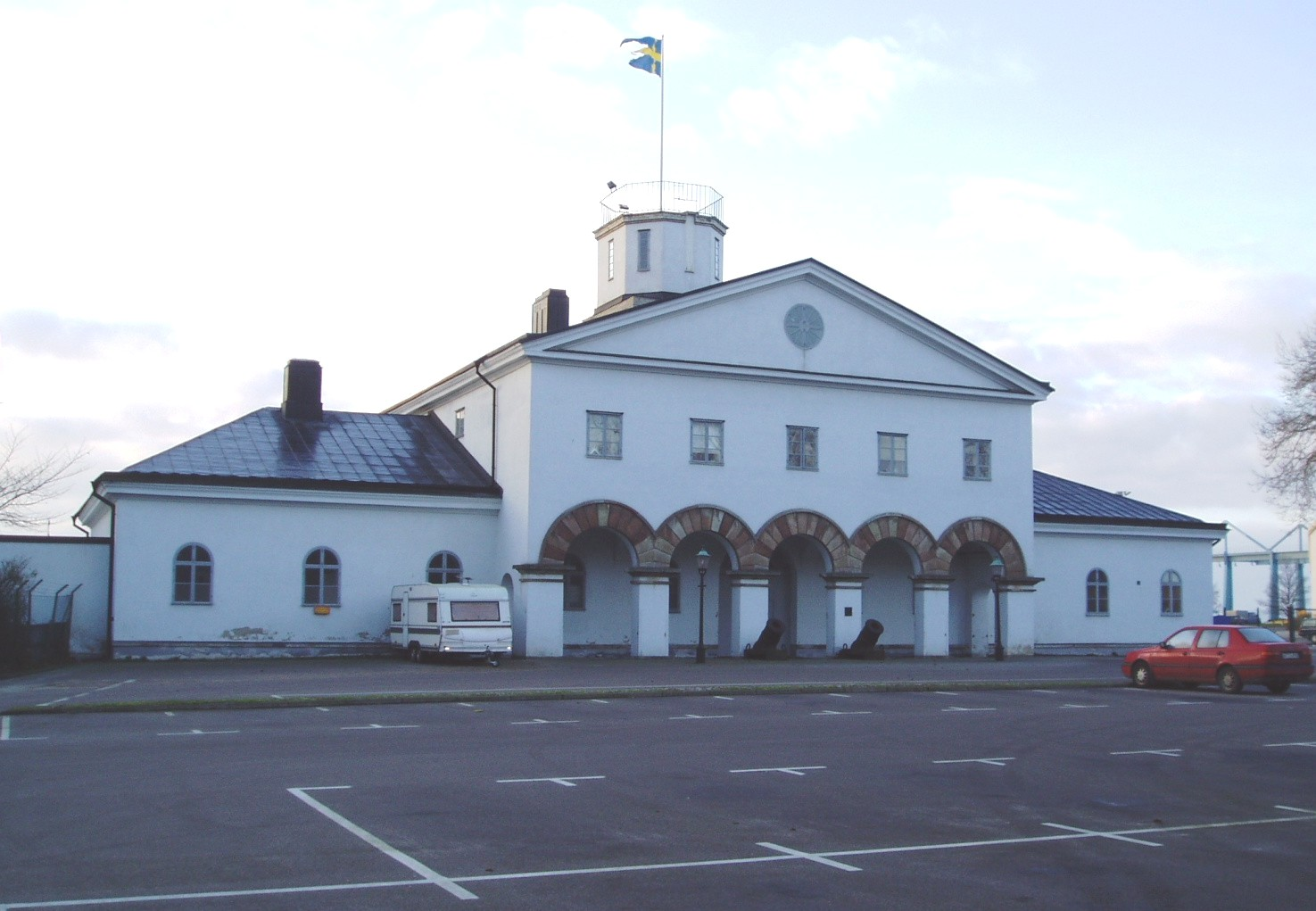
Högvakten, Karlskrona
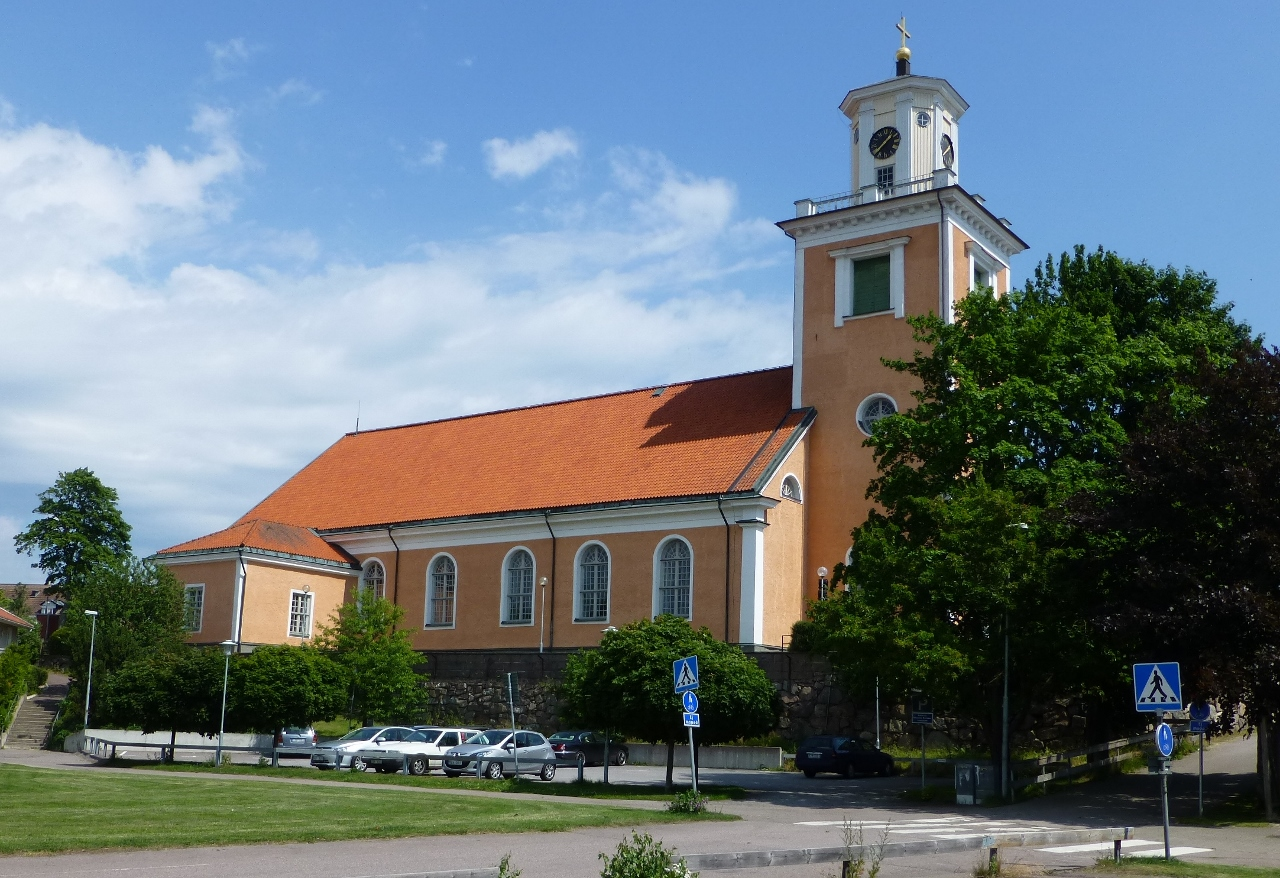
Mönsterås kyrka
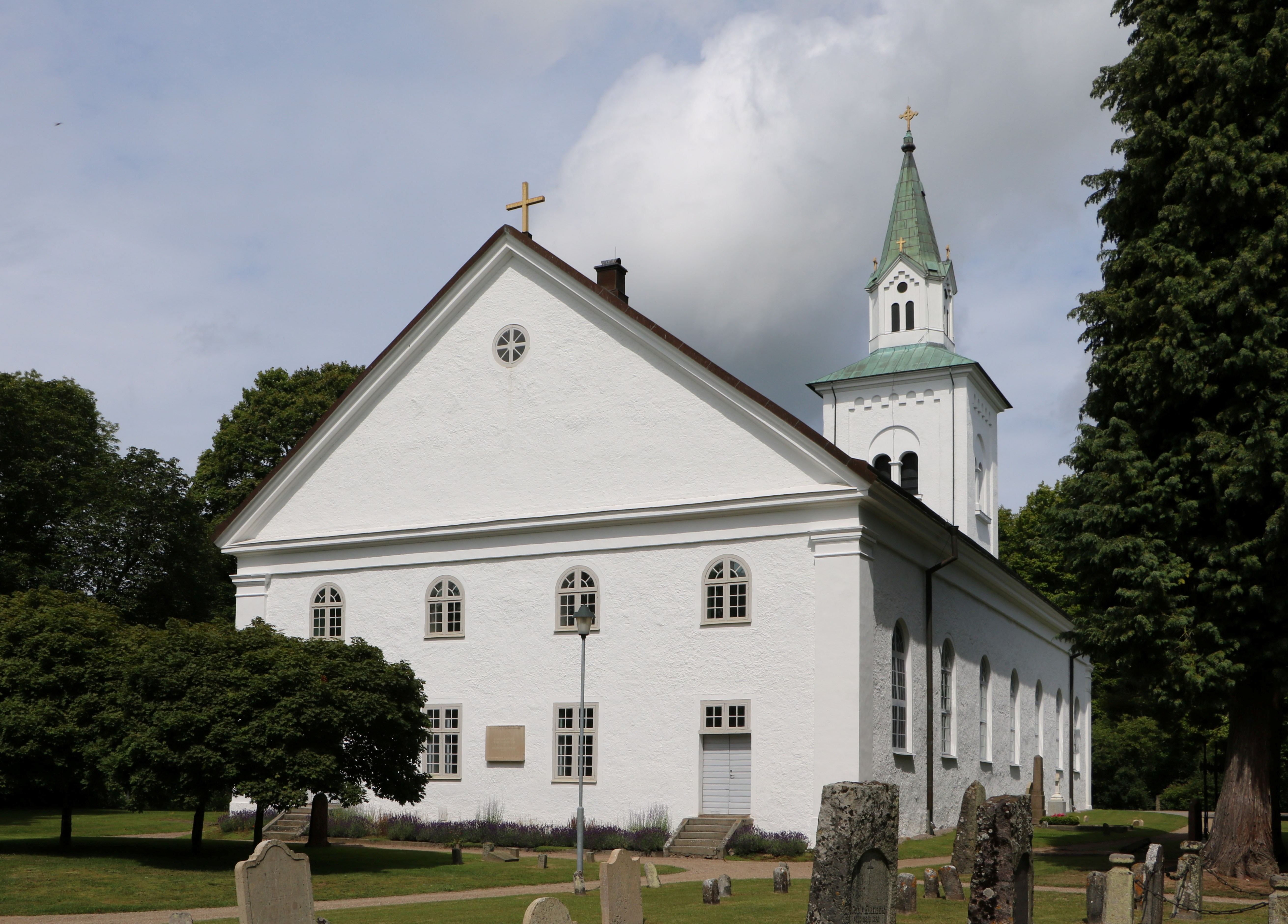
Augerums kyrka